# Donna Henry
Donna-Kay Danielle Henry (* 10. November 1990 in Kingston) ist eine jamaikanische Fußballnationalspielerin.

## Leben
Henry wurde in Kingston in Jamaika geboren, wuchs jedoch im Jamaica Village im Bundesstaat New York auf. In dieser Zeit besuchte sie von 2004 bis 2008 die Roosevelt High School auf der Roosevelt Island in New York City. Anschließend schrieb sie sich im Herbst 2008 an der staatlichen Universität in Chattanooga ein. Im Sommer 2011 studierte sie als Austauschstudentin für ein halbes Jahr in Frankreich an der renommierten Universität in Compiègne, bevor sie für ihren Studienabschluss an die Universität von Chattanooga zurückkehrte.

### Karriere

#### Im Verein
Henry startete ihre aktive Fußballkarriere mit den Elmont Ruby Roses, ein Team des Elmont Youth Soccer Club. Es folgten anschließend Stationen für den Rosedale and Elmont SC in der NY Club Soccer League und für die JIGS Soccer Academy. In ihrer Schulzeit war Henry für das Women Soccer Team der Roosevelt High, die Roosevelt Rough Riders am Ball. In ihrem letzten High-School-Jahr wechselte sie zu den Auburndale Strikers und spielte in den High-School-Ferien für das U-18-Team. Nach ihrem High-School-Abschluss im Frühjahr 2008 spielte sie ein halbes Jahr für die New York Magics in der USL W-League, bevor sie im Herbst 2008 ein Stipendium an der Universität von Chattanooga bekam. Henry spielte fortan für das Women Soccer Team der Uni, die Chattanooga Mocs und spielte nun auf Vereinsebene für die Brooklyn Knights. Bei den Knights wurde sie zur Leistungsträgerin und die United States Soccer Federation berief sie in das Super-20 League All Star Team im August 2009. Anschließend kehrte sie an die University of Tennessee at Chattanooga zurück und spielte die Saison 2010 wieder nur für das Women Soccer Team der Mocs. Im Frühjahr 2011 wurde Henry dann von den Buffalo Flash gedraftet und sollte für die Mannschaft in der WPSL spielen. Kurz vor Saisonbeginn wurde die Saison 2011 jedoch abgesagt und sie kehrte zu New York Magic zurück. Henry sollte erst ein Jahr später, unter dem nun in Western New York Flash umbenannten Verein ihr Profi-Debüt geben. Nach drei Jahren für die Flash verließ sie die USA und wechselte auf Anraten ihrer Nationalmannschaftskollegin Nicole McClure in die Schweiz, zum damaligen Zweitligisten FC Neunkirch.

#### Nationalmannschaft
Henry gehört seit 2009 neben ihrer ehemaligen Vereinskameradin Nicole McClure zur jamaikanischen Fußballnationalmannschaft der Frauen.